# Auxa armata
Auxa armata är en skalbaggsart som först beskrevs av Charles Coquerel 1851.  Auxa armata ingår i släktet Auxa och familjen långhorningar.
Artens utbredningsområde är Madagaskar. Inga underarter finns listade.